# Reserva Natural de Koryak
A Reserva Natural de Koryak (em russo: Корякский заповедник) é uma área protegida localizada no norte da península de Kamchatka, no vale do rio de Kuyul, Extremo Oriente Russo, e em áreas litorais separadas na costa do mar de Bering. A reserva inclui as montanhas circundantes da península de Gauvin e as águas adjacentes na baía de Lavrov, e um quarto da área total abrange águas do Mar de Bering. Koryak é uma área importante para grandes colónias de aves aquáticas, no que toca à nidificação, e aves marinhas migratórias; estudos descobriram que a maioria das aves marinhas que migram ao longo da península de Kamchatka passam os seus invernos no Japão. Proteger esta conexão foi uma das razões para a criação da reserva em 1995. Os rios de Koryak também são importantes áreas de desova para o salmão. Também estão protegidas as comunidades florais da reserva, que incluem exemplos primordiais de tundra. A reserva está situada em Koryak Okrug, no Krai de Kamchatka.

## Clima e eco-região
A reserva está localizada na eco-região da tundra de Bering, uma área que cobre o nordeste da Rússia entre o Mar de Bering (a leste), as Montanhas Kolyma (a oeste) e a Península de Kamchatka ao sul. A região é notável a nível ecológico, agindo como uma área de apoio às aves migratórias e aves aquáticas. A região da tundra de Bering tem uma variedade de terrenos: floresta boreal costeira e interior, tundra, montanhas, vales de rios e zonas húmidas. A área a norte da reserva tem um clima severo, enquanto a área sul, em que a reserva de Koryak está localizada, é mais suave. O clima de Koryak é um clima continental húmido, caracterizado por longos invernos frios e verões curtos e frescos. O período sem geada é de entre 90 - 95 dias no sector Parapolsky, e 130 - 145 dias nos sectores costeiros orientais. O vento está quase constante: apenas 2% dos dias podem ser considerados sem vento.